# Chalyhyne
Chalyhyne (ukrainien : Шалигине, russe : Шалыгино) est une commune urbaine de l'oblast de Soumy, en Ukraine. Elle compte 2 245 habitants en 2021.